# Щуча заводь
Щу́ча за́водь — ландшафтний заказник місцевого значення. Розташований у Великоновосілківському районі Донецької області між селами Ялта та Запоріжжя. Статус заказника присвоєно рішенням Донецької обласної ради від 11 вересня 2000 року. № 3/15-353. Площа — 27 га. Територія заказнику являє собою типове для цієї місцевості водно-болотне угіддя.